# 고선명 비디오
고선명 비디오(High-definition video, 보통 줄여서 HD)는 표준 선명도(SD)의 영상보다 더 높은 해상도를 갖는 영상 시스템을 일컫는 일반적인 용어이다. 표준화된 규정은 없으나 일반적으로 수평선이 480개보다 많거나 (북미) 576개보다 많으면 (유럽) 고선명이라 한다.
이 글은 주로 영상 기록 포맷(HDCAM, HDCAM-SR, DVCPRO-HD, D5-HD, XDCAM-HD, HDV 및 AVCHD) 및 광 디스크 시스템(블루레이 및 HD-DVD)에 대해 개괄적으로 다루고 있다.

## 역사
최초의 HD 사양 정의는 1980년대 초로 거슬러 올라간다. 일본에서 초당 30 프레임(fps)의 1125-라인 TV 표준을 개발했다. 일본의 엔지니어들은 이 표준을 1981년 알제에서 열린 국제 텔레비전 엔지니어 회의에서 선보였으며, 일본의 NHK는 1983년 스위스의 한 콘퍼런스에서 아날로그 HDTV 시스템을 선보였다. 그 NHK 시스템은 1990년대 초반 미국의 SMPTE(Society of Motion Picture and Television Engineers) 표준 #240M으로 표준화되었다.
미주 지방에서는, 1987년 미국의 연방 통신 위원회(FCC)가 미국 방송국들의 요청을 받아들여 고기능 텔레비전(advanced television)을 제정하기 시작했는데, 현재의 고선명 비디오 표준은 이 FCC 프로세스가 진행되는 동안 정립되었다. FCC 프로세스는 ATSC가 주도하였는데, ATSC는 비월주사 방식의 1080 라인 비디오(초창기 아날로그 NHK 1125/30fps 시스템의 기술적인 변형) 및 초당 최대 30 프레임인 것, 또 720 라인 비디오에 순차주사 방식이며 초당 최대 60 프레임인 것 등 일련의 표준을 채택하였다. FCC는 공식적으로 ATSC의 전송 표준(HD 및 SD 비디오 표준 동시 포함)을 1996년에 채택하였다. 최초의 방송은 1998년 10월 28일에 이루어졌다.

## 고선명 화면 해상도
| 해상도 (가로×세로) | 화소       | 가로세로비                  | 영상 포맷                     | 설명                                                               |
| 1024×768           | 786,432    | 4:3 (정사각형이 아닌 화소)  | 720p/XGA                      | 정사각형이 아닌 화소를 가진 PDP HDTV 디스플레이에 쓰임             |
| 1280×720           | 921,600    | 16:9                        | 720p/WXGA                     | 디지털 텔레비전, DLP, LCD, LCOS 프로젝션 HDTV 디스플레이에 쓰인다. |
| 1366×768           | 1,049,088  | 16:9 (대략)                 | 720p/WXGA—HDTV 표준 포맷      | LCD/PDP HDTV 디스플레이에 쓰임 (HD 레디, HD 레디 720p, 1080i)      |
| 1024×1080          | 1,105,920  | 16:9 (정사각형이 아닌 화소) | 1080p                         | PDP HDTV 디스플레이에 쓰임 (풀 HD, HD 레디 1080p)                  |
| 1280×1080          | 1,382,400  | 16:9 (정사각형이 아닌 화소) | 1080p                         | PDP HDTV 디스플레이에 쓰임 (풀 HD, HD 레디 1080p)                  |
| 1920×1080          | 2,073,600  | 16:9                        | 1080p—HDTV 표준 포맷          | 모든 종류의 HDTV 기술에 쓰임 (풀 HD, HD 레디 1080p)                |
| 4096×2160          | 8,847,360  | 16:9                        | 2160p DCI 시네마 4K 표준 포맷 | 쿼드 HDTV, (HD 레디 2160p 쿼드 HDTV 포맷은 없음)                   |
| 7680×4320          | 33,177,600 | 16:9                        | 4320p                         | -                                                                  |

HD 레디 LCD TV 패널에 쓰이는 일반적인 해상도는 ATSC 표준 1280 × 720 화소가 아닌 1366 × 768 화소이다. VGA의 해상도, 768 화소 포맷의 VRAM, 그리고 생산의 극대화를 위해서 이렇게 결정된 것이다. 그러므로 LCD 제조업체들은 HD 레디 1080p를 위한 16:9 비율 호환을 채택하고 있다. 그럼에도 불구하고, 모든 HDTV는 오버스캔 처리 칩셋을 사용하여 해상도 스케일링과 색 표현을 담당한다. (이를테면, LG전자 XD 엔진, 소니 브라비아 엔진) 오직 1080i/1080p HD 콘텐츠를 HD 레디 1080p에서 볼 때에만, 원본에서 3-5%의 화질을 잃는다. 대부분의 HD 레디 CRT 텔레비전은 1080i 해상도를 사용한다.

## 같이 보기
- 고선명 텔레비전
- 초고선명 텔레비전
- 통합 서비스 디지털 방송
- 디지털 비디오 방송
- 디지털 텔레비전
- HD 레디